# Річард Брюер
Річард Ем «Дік» Брюер (англ. Richard M. "Dick" Brewer; 19 лютого 1850, Сент-Олбанс — 4 квітня 1878, Мескалеро) — американський ковбой і правоохоронець округу Лінкольн, Нью-Мексико, США. «Дік» Брюер був лідером й одним із засновників «Регуляторів», окружного загону, який брав участь у Війні в окрузі Лінкольн.

## Ранні роки
Брюер народився 19 лютого 1850 року у Сент-Олбансі, штат Вермонт. Коли йому було чотири роки, сім'я переїхала у Боаз, штат Вісконсин. Також відомо, що перш ніж осісти в окрузі Лінкольн, він деякий час проживав у Міссурі. Спочатку пробував займатися скотарством і сільським господарством, для цього купив ранчо. Весною 1871 року він почав працювати у Лоренса Мерфі, але невдовзі залишив цю роботу з невідомих причин. До 1876 року він працював загоничем великої рогатої худоби у Джона Танстелла, власника одного з найбільших ранчо у цьому районі.

## Війна в окрузі Лінкольн

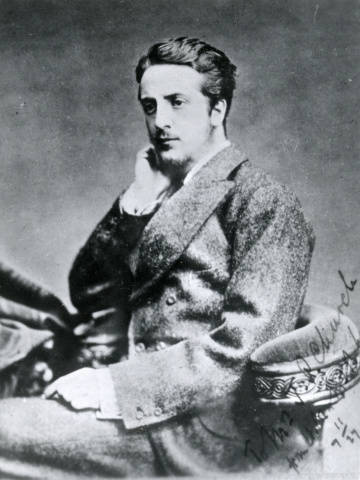
Джон Танстелл

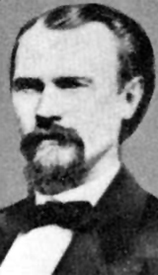
Лоренс Мерфі

Війна в окрузі Лінкольн стала наслідком суперництва між компанією «Мерфі та Долан» й англійським підприємцем Джоном Танстеллом за економічний вплив у штаті Нью-Мексико. Фактично округ контролювався Лоренсом Мерфі та Джеймсом Доланом, які там володіли єдиним магазином. Їхня фірма мала сильних покровителів в особі губернатора штату та генерального прокурора Території Нью-Мексико, які були її поручителями. До того ж охоче скуповуючи крадену худобу, вони придбали контракт на постачання м'яса з урядом США. Танстелл та його адвокат Александр Максвін були противниками їхнього альянсу. Джон Танстелл найняв для охорони своєї худоби людей, до яких входили Біллі Кід, Док Скарлок і Чарлі Боудрі. На боці компанії «Мерфі та Долан» були банда Джессі Еванса, банда Джона Кінні та загін ранчерів, відомий як «Воїни семи річок». Крім того, Джеймс Долан підкупив представників закону, зокрема, шерифа Вільяма Брейді.
18 лютого 1878 року Танстелл був убитий членами банди Еванса Біллом Мортоном і Томом Гіллом, надісланими шерифом Брейді. Долан і Брейді припускали, що усунення конкурента відразу зніме проблему, але цей інцидент розв'язав Війну в окрузі Лінкольн.
Люди Танстелла звернулися до мирового судді Вілсона, який виписав ордери на арешт винних. Констебль Мартінес разом з Біллі Кідом і Фредом Вейте вирушили до Долана, але Брейді, який там знаходився, відмовився видати своїх людей, ба більше, він заарештував Мартінеса, Кіда та Вейте. Мартінеса він відпустив за кілька годин, а Вейте та Кіда — через дві доби. Після цього ковбої Танстелла, не сподіваючись на допомогу закону, об'єдналися у загін «Регулятори» (англ. Regulators) заради помсти вбивцям. Основними бійцями загону були Дік Брюер, Біллі Кід, Док Скарлок, Чарлі Боудрі, Хосе Чавес, «Брудний Стів» Стефенс, Джон Міддлтон, Френк Макнаб, Генрі Ньютон Браун, Том О'Фолл'ярд і брати Джордж і Френк Коу. Юридично група була створена як помічники мирового судді Вілсона. Брюер очолив загін, оскільки був найстаршим.
На початку березня 1878 року «Регулятори» вбили Білла Мортона та Френка Бейкера, двох членів банди Еванса, не маючи наміру їх заарештовувати та передавати суду. 1 квітня шериф Брейді з чотирма помічниками йшов головною вулицею Лінкольна, коли через паркан магазину Танстелла прогриміли постріли. Брейді був убитий на місці, заступник шерифа Джордж В. Гіндман смертельно поранений. Крім цього, у перестрілці був поранений випадковою кулею суддя Вілсон, який мирно працював біля свого будинку. Брюер заперечував свою участь у цьому нападі. «Регуляторам» у період командування Брюера також приписується вбивство Вільяма Макклоскі, який нібито їх зрадив.

## Смерть

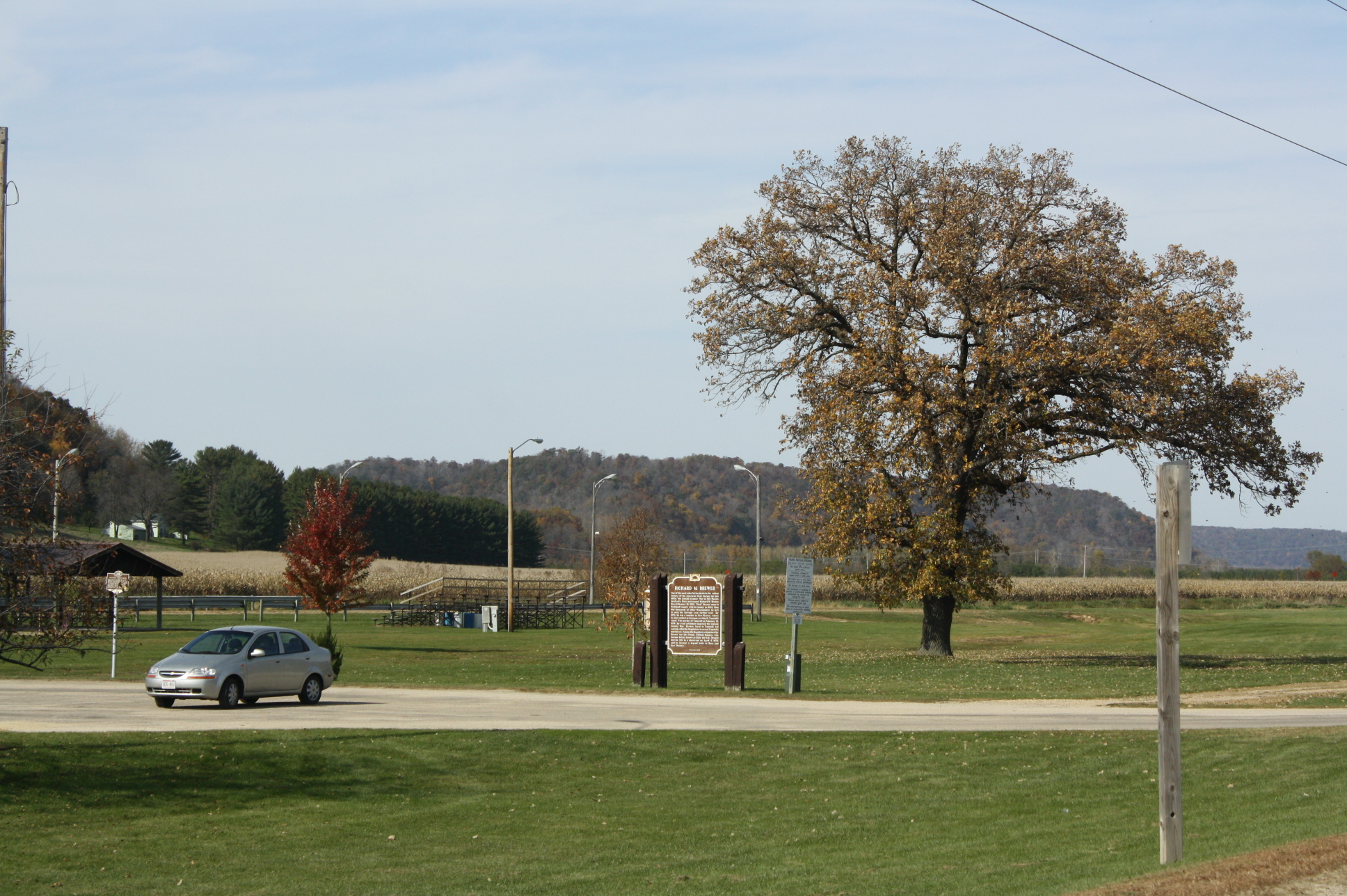
Меморіальна дошка Брюера у громадському парку Боаза.

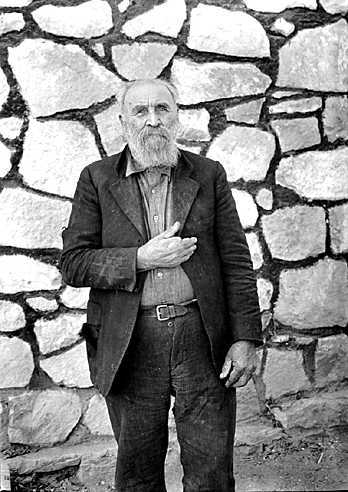
Джордж Коу, один із «Регуляторів», 1934

Брюера вбив американський мисливець на бізонів Ендрю «Картеч» Робертс під час перестрілки у Блейзерс-Мілл, Територія Нью-Мексико, 4 квітня 1878 року. Ендрю Робертс був замішаний у злочинах, пов'язаних з компанією «Мерфі та Долан», але вважалося, що він не хотів мати нічого спільного з війною, яка вибухнула в окрузі, і планував покинути цей район. Він продав своє ранчо та чекав чека від покупця.
Поселення Блейзерс-Мілл, торговельний пост на річці Тулароса, розташовувалося на схилі пагорба між Лінкольном і Туларосой і належало дантисту доктору Джозефу Блейзеру. Блейзерс-Мілл складався з великого двоповерхового особняка, адміністративної будівлі, лісопильні, млина, кількох одноповерхових глинобитних будівель і будинків, пошти, універсального магазину, а також кількох загонів і комор. Регулятори з'явилися у Блейзерс-Мілл, маючи намір поїсти у ресторані місис Годфрі. Відомо, що у той день загін складався з тринадцяти осіб, включно з Діком Брюером, Чарлі Боудрі, Вільямом Маккарті (він же Біллі Кід), Доком Скарлоком, Френком Макнабом, братами Джорджем і Френком Коу, Джоном Міддлтоном, Джимом Френчем, Генрі Ньютоном Брауном, Фредом Вейтом і ще двох стрільців. Ендрю «Картеч» Робертс приїхав на пошту до Блейзерс-Мілл, намагаючись отримати свій чек за продане ранчо, але зіткнувся там із «Регуляторами». Френк Коу деякий час розмовляв з Робертсом, сидячи на ґанку ресторану, та намагався вмовити його здатися. Робертс відмовився, вважаючи, що це прийом, і «Регулятори» все одно вб'ють його.
Дік Брюер, який не вирізнявся особливим терпінням, відправив кількох своїх людей на вулицю, щоб узяти Робертса під варту. Побачивши озброєних ковбоїв, які прямували до нього, Робертс спрямував на них заряджений вінчестер. Він і Чарлі Боудрі вистрілили одночасно. Робертс був поранений у живіт, тоді як його куля потрапила в пряжку ременя зброї Боудрі, розірвавши ремінь, але не завдавши серйозної шкоди стрілку. Небезпечно поранений Робертс продовжував стріляти у «Регуляторів», відступаючи до дверей особняка доктора Блейзера. Джон Міддлтон був тяжко поранений у груди, одна куля потрапила Доку Скарлоку у ногу, а інша — Джорджу Коу праворуч, відірвавши вказівний палець. Як тільки у гвинтівці Робертса закінчилися набої, Біллі Кід з укриття накинувся на Робертса, але отримав удар прикладом по голові та впав непритомний.
Забарикадувавшись в особняку, Ендрю Робертс озброївся однозарядною гвинтівкою Спрінгфілда калібру 50-70, яка належала лікарю Блейзеру (одне джерело стверджує, що це був карабін Шарпса) та приготувався до оборони. Приголомшені таким поворотом подій, «Регулятори» надали допомогу пораненим і знову спробували вмовити Робертса здатися. Розчарований тим, що ніхто з його людей не наважується наблизитися до укріпленого супротивника, Брюер обігнув головний будинок, сховався за складеними колодами та відкрив вогонь по кімнаті, де лежав поранений Робертс. Той, побачивши хмару порохового диму з-за колод, вичекав момент, і, коли Брюер знову підняв голову, влучив йому в око, вбивши на місці. «Регулятори», деморалізовані втратами, відступили.
Ендрю Картеч Робертс помер від отриманих ран наступного дня. Він і Дік Брюер поховані у двох могилах біля особняка доктора Блейзера, поряд з яким сталася стрілянина.

## Образ у кіно
- У фільмі 1988 року «Молоді стрілці» Брюера зіграв Чарлі Шин[19].
- У телефільмі 2015 року «Біллі Кід: Нові докази» роль Брюера виконав Джерард Грісбаум[20].

## Виноски
1. ↑  Хоча вбиті «Регуляторами» протягом усього існування зазвичай приписувалися Біллі Кіду, більшість істориків згодні з тим, що неможливо встановити, хто був справжнім вбивцею, оскільки всі жертви загинули у перестрілці, при цьому передбачається, що більшість «Регуляторів» стріляли одночасно. До того ж, історик Фредерік Нолан згадує, що у тілах Мортона та Бейкера було виявлено по одинадцять кульових отворів; така ж кількість «Регуляторів» брала участь у рейді.
2. ↑  Вважається, що у нападі брали участь Джим Френч[en], Френк Макнаб, Джон Міддлтон, Фред Вейте, Хосе Чавес, Генрі Браун і Біллі Кід.
3. ↑  Згідно біографії Біллі Кіда, написаної Петом Гарреттом, Френк Макнаб вистрілив Макклоскі у голову, коли той намагався зупинити неминучу кару Мортона та Бейкера, які потім пришпорили своїх коней і спробували втекти, перш ніж Біллі Кід застрелив їх.

## Додаткова література
- Nolan, Frederick (2009). The Lincoln County War: A Documentary History. Santa Fe, NM: Sunstone Press. ISBN 978-0-86534-721-2.
- Utley, Robert M. (1987). High Noon in Lincoln: Violence on the Western Frontier. Albuquerque: University of New Mexico Press. ISBN 0-8263-1201-2.
- Wallis, Michael (2007). Billy the Kid: The Endless Ride. New York: W.W. Norton. ISBN 978-0-393-06068-3.
- Стукалин Ю. По закону револьвера. Дикий Запад и его герои. — Москва : НЦ ЭНАС, 2007. — 312 с. — ISBN 978-5-93196-828-5.